# 1167

## Събития
- Фридрих Барбароса влиза в Рим и поставя на трона антипапата Паскал III.

## Починали
- Ростислав, велик княз на Киевска Рус
- 10 септември – Мод, наследница на английския трон